# Mette
| Drenge- | Drenge-   | Pige- | Pige-    | Efter- | Efter-      |
| ------- | --------- | ----- | -------- | ------ | ----------- |
| 1       | Peter     | 1     | Anne     | 1      | Nielsen     |
| 2       | Michael   | 2     | Mette    | 2      | Jensen      |
| 3       | Lars      | 3     | Kirsten  | 3      | Hansen      |
| 4       | Jens      | 4     | Hanne    | 4      | Andersen    |
| 5       | Thomas    | 5     | Anna     | 5      | Pedersen    |
| 6       | Henrik    | 6     | Helle    | 6      | Christensen |
| 7       | Søren     | 7     | Maria    | 7      | Larsen      |
| 8       | Christian | 8     | Susanne  | 8      | Sørensen    |
| 9       | Martin    | 9     | Lene     | 9      | Rasmussen   |
| 10      | Jan       | 10    | Marianne | 10     | Jørgensen   |

Mette er et pigenavn, der er afledt via Merete af Margrethe, som igen er afledt af Margareta (fra omkring 11. århundrede), der er græsk-latinsk form af det persiske ord for 'perle'. Mette er meget anvendt i Danmark, såvel alene som i sammensætninger samt i variationer som Meta, Metha, Metta og Metty. 39.414 personer i Danmark bærer per 1. januar 2020 et af disse navne ifølge Danmarks Statistik.

## Kendte personer med navnet
- Mette, dansk popsanger, født 1948.
- Mette-Marit, norsk kronprinsesse.
- Mette Bondo, dansk sanger (bedre kendt som Mathilde).
- Mette Ejrnæs, dansk økonom.
- Mette Frederiksen, Danmarks statsminister.
- Mette Fugl, dansk journalist.
- Mette Gravholt, dansk håndboldspiller.
- Mette Henriksdatter Gøye, dansk forfatter.
- Mette Horn, dansk skuespiller.
- Mette Jacobsen, dansk svømmer.
- Mette Knudsen, dansk forfatter.
- Mette Koefoed Bjørnsen, dansk cand.polit. og forligsmand.
- Mette Vestergaard Larsen, dansk håndboldspiller.
- Mette Lisby, dansk stand-up komiker og tv-vært.
- Mette Madsen, dansk politiker og minister.
- Mette Mathiesen, dansk trommeslager og komponist.
- Mette Melgaard, dansk håndboldspiller.
- Mette Munk Plum, dansk skuespiller.
- Anne Mette Hansen, dansk håndboldspiller.
- Anne-Mette Rasmussen, dansk pædagog og tidligere statsministerfrue.
- Mette Vibe Utzon, dansk journalist og tv-vært.
- Mette von Kohl, dansk skuespiller.
- Mette Winge, dansk forfatter.

## Navnet anvendt i fiktion
- Søren og Mette er titlen på en lærebogsserie fra 1954 for de mindste skoleklasser i dansk.
- Karen, Maren og Mette er titlen på en dansk film fra 1954.
- Mette-Emil er titelperson i en række bøger for småbørn af Dorte Karrebæk.
- "Ane-Mette" er titlen på en novelle fra 1887, skrevet af Henrik Pontoppidan.